# Amboasary-Atsimo
Amboasary-Atsimo is een plaats en commune in het zuiden van Madagaskar, behorend tot het district Amboasary Sud, dat gelegen is in de regio Anosy. Tijdens een volkstelling in 2001 telde de plaats 25.521 inwoners. De plaats is gelegen aan de rivier Mandrare.
In de omgeving van de stad wordt sisal verbouwd.